# Montecorvino Rovella
Montecorvino Rovella község (comune) Olaszország Campania régiójában, Salerno megyében.

## Fekvése
A megye északnyugati részén fekszik. Határai: Acerno, Battipaglia, Bellizzi, Giffoni Valle Piana, Montecorvino Pugliano és Olevano sul Tusciano.

## Története
A település eredetére vonatkozóan nincsenek pontos adatok. Valószínűleg az ókori Picentia lakosai alapították. 1137-ben II. Roger csapatai elpusztították, de hamar újjáépült. 1433-ig püspöki székhely volt. A következő századokban nemesi birtok volt. A 19. században nyerte el önállóságát, amikor a Nápolyi Királyságban felszámolták a feudalizmust.

## Népessége
A népesség számának alakulása:

## Főbb látnivalói
- San Pietro-templom
- Santa Maria della Pace-templom
- Madonna dell'Eterno-szentély
- „Gian Camillo Gloriosi” obszervatórium